# Nesokatoikos
Nesokatoikos is een geslacht van rechtvleugeligen uit de familie sabelsprinkhanen (Tettigoniidae). De wetenschappelijke naam van dit geslacht is voor het eerst geldig gepubliceerd in 2008 door Braun & Maehr.

## Soorten
Het geslacht Nesokatoikos  is monotypisch en omvat slechts de volgende soort:
- Nesokatoikos discoidalis (Walker, 1870)